# 300932 Kyslyuk
300932 Kyslyuk este un asteroid din centura principală de asteroizi.

## Descriere
300932 Kyslyuk este un asteroid din centura principală de asteroizi. A fost descoperit pe 11 februarie 2008 la observatorul astronomic din Andrușivka. Asteroidul prezintă o orbită caracterizată de o semiaxă mare de 2,76 ua, o excentricitate de 0,18 și o înclinație de 13,1° în raport cu ecliptica.